# سنگ‌نگاره‌های رودباران
سنگ نگاره‌های رودباران مربوط به سده‌های اولیه و میانه دوران‌های تاریخی پس از اسلام است و در شهرستان اراک، بخش مرکزی، دهستان امان آباد، روستای رودباران واقع شده و این اثر در تاریخ ۱۸ اسفند ۱۳۸۷ با شمارهٔ ثبت ۲۵۰۳۲ به‌عنوان یکی از آثار ملی ایران به ثبت رسیده است.